# 渐光尖齿糙苏
渐光尖齿糙苏（学名：Phlomis dentosa var. glabrescens）为唇形科糙苏属下的一个变种。